# Yaba (département)
Yaba est un département et une commune rurale du Burkina Faso, situé dans la province du Nayala et la région de la Boucle du Mouhoun. En 2012, il comptait 31 627 habitants.

## Villages
Le département comprend un village chef-lieu :
- Yaba

et 21 autres villages :
- Bagnontenga
- Basnéré
- Biba
- Bo
- Bounou
- Doloba
- Issapougo
- Kèra
- Lah
- Largogo
- Loguin
- Pangogo
- Pasnam
- Sapala
- Saran
- Siellé
- Siéna
- Tiéma
- Tobam (ou Toba)
- Tosson
- Zaré